# Max Nosseck
Max Nosseck (* 19. September 1902 in Nakel; † 29. September 1972 in Bad Wiessee) war ein deutscher Schauspieler, Regisseur und Drehbuchautor.

## Leben
Nosseck studierte Kunst in Wien und kam etwa 1918 als Eleve nach Berlin. Er trat in Sketchen auf und wirkte ungenannt in Filmen mit. Im Februar 1922 gründete der 19-jährige Nosseck gemeinsam mit Hans Kessemeier und Landwirt Willy Kreicke die Noßkeß-Film GmbH (1922–1929, Schreibvarianten Noßkes-Film und Nosskess-Film). Mit ihm selbst in der Hauptrolle produzierte er einige Kurzfilme.
Anschließend war er ein Jahr in den USA tätig. Nach seiner Rückkehr wirkte er in Berlin als Bühnenschauspieler und ist in einigen Stummfilmen nachweisbar. 1925 gründete er die Jazzband „Mac and Nolly“, mit der er in Berliner Kabaretts auftrat. 1930 gab er mit der Filmkomödie Das Liebeskleeblatt sein Regiedebüt. Nach dem großen Erfolg von Der Schlemihl mit Curt Bois in der Hauptrolle verlegte er sich ganz auf die Regiearbeit.
Nach der Machtergreifung der Nationalsozialisten emigrierte er als Jude 1933 nach Frankreich. In den folgenden Jahren arbeitete Nosseck außer in Frankreich in Spanien, Portugal und den Niederlanden. 1939 ließ er sich in den USA nieder. Hier war er, manchmal unter dem Namen Alexander M. Norris, vorwiegend für MGM beschäftigt.
1955 kehrte er nach Deutschland zurück, wo er mit der Militärsatire Der Hauptmann und sein Held seinen Neueinstand gab. Danach betätigte er sich vor allem als Drehbuchautor und inszenierte Fernsehfilme. Gegen Ende seiner Laufbahn trat Nosseck wieder als Schauspieler in Erscheinung. Dabei blieb er jedoch auf sehr kleine Auftritte beschränkt, so als älterer Ganove in der Gaunerkomödie Die Herren mit der weißen Weste.
Nosseck war in erster Ehe mit der Schauspielerin Olly Gebauer verheiratet, in zweiter mit Geneviève Haugan und seit 1955 mit der Schauspielerin Ilse Steppat.

## Filmografie
| - 1922: Ich bin meine Schwester (Produktion) - 1922: Zahnschmerzen aus Liebe (Produktion) - 1923: Fahrendes Volk (Produktion) - 1926: Derby (Darsteller) - 1926: Vater werden ist nicht schwer… (Darsteller) - 1927: Ihr letztes Liebesabenteuer / Ich heirate meine Frau (Darsteller) - 1927: Du sollst nicht stehlen (Darsteller) - 1929: Ohne Geld durch die Welt (Darsteller) - 1929: Fräulein Lausbub (Darsteller) - 1930: Das Liebeskleeblatt (Regie, Darsteller) - 1930: Lignose-Hörfilm (Darsteller) - 1930: Kasernenzauber (Darsteller) - 1930: Der Tanz ins Glück (Regie) - 1931: Der Schlemihl (Regie) - 1932: Einmal möcht ich keine Sorgen haben (Regie) - 1932: Es geht um alles (Regie) - 1934: Gado Bravo (künstlerische Oberleitung) - 1934: Alegre voy! (Regie) - 1934: Una semana de felicidad (Regie) - 1934: Le roi des Champs-Elysées (Regie) - 1935: De big van het Regiment (Regie) - 1935: Una aventura oriental (Regie) - 1935: Poderoso caballero (Regie) - 1936: Oranje Hein (Regie) - 1939: Ouverture to Glory (Regie und Co-Drehbuch) - 1940: Girls Under 21 (Regie) - 1941: Gambling Daughters (Regie) - 1942: One Dangerous Night (Co-Drehbuch) | - 1945: Jagd auf Dillinger (Dillinger; Regie) - 1945: The Brighton Strangler (Regie) - 1946: Black Beauty (Regie) - 1947: The Return of Rin Tin Tin - 1949: Kill or Be Killed (Regie und Co-Drehbuch) - 1950: Do You Believe in Shows (TV; Produktion) - 1950: Korea Patrol (Regie) - 1951: The Hoodlum (Regie) - 1955: Der Hauptmann und sein Held (Regie) - 1955: Singing in the Dark (Regie, Co-Drehbuch, Produktion) - 1955: Garden of Eden (Regie, Co-Drehbuch) - 1956: …und wer küßt mich? (Ein Herz und eine Seele, Regie und Co-Drehbuch) - 1956: Das Liebesleben des schönen Franz (Regie) - 1958: Das verbotene Paradies (Regie unter dem Pseudonym "Maximilian Meyer") - 1958: Petersburger Nächte (Co-Drehbuch) - 1958: Münchhausen in Afrika (Co-Drehbuch) - 1958: Polikuschka (Co-Drehbuch) - 1960: Geschminkte Jugend (Regie, Co-Drehbuch; nicht aufgeführt) - 1962: An alle (TV; Regie) - 1962: Der Mann aus Guayaquil (TV; Regie) - 1962: Film an Bord (TV; Regie) - 1963: Karibisches Vergnügen (TV; Regie) - 1966: Sperrbezirk (Darsteller) - 1969: Wie kommt ein so reizendes Mädchen zu diesem Gewerbe? (Darsteller) - 1969: Die Herren mit der weißen Weste (Darsteller) - 1970: Was ist denn bloß mit Willi los? (Darsteller) - 1971: Robinson und seine wilden Sklavinnen (Darsteller) |